# Liste der Kulturdenkmale in Queckhain
In der Liste der Kulturdenkmale in Queckhain sind die Kulturdenkmale des Leisniger Ortsteils Queckhain verzeichnet, die bis Mai 2023 vom Landesamt für Denkmalpflege Sachsen erfasst wurden (ohne archäologische Kulturdenkmale). Die Anmerkungen sind zu beachten.
Diese Aufzählung ist eine Teilmenge der Liste der Kulturdenkmale in Leisnig.

## Queckhain
| Bild                                    | Bezeichnung                                                                                                | Lage                | Datierung                                                                                               | Beschreibung | ID       |
| --------------------------------------- | --- | ------------------- | --- | --- | -------- |
| Direkt Bild zu diesem Denkmal hochladen | Vierseithof mit Wohnstallhaus, westlichem Seitengebäude mit Kumthalle, östlichem Seitengebäude und Scheune | Queckhain 3 (Karte) | Um 1850 (östliches Seitengebäude und Scheune); bezeichnet mit 1857 (Wohnstallhaus); um 1860 (Kumthalle) | Eindrückliche Hofanlage auf einer kleinen Anhöhe mit weitgehend original erhaltenen Wohn- und Wirtschaftsgebäuden vorwiegend aus dem 19. Jahrhundert, ortsbildprägend und baugeschichtlich von Bedeutung. - Wohnstallhaus: zwei Geschosse, Massivbau, auch im Obergeschoss Korbbögen innen, Sandsteingewände, bezeichnet in zwei Türstürzen mit „C. G. Dathe, erbaut 1851 // abgebrannt am 3. Juli 1857“, Satteldach, teilunterkellert - westliches Seitengebäude mit Kumthalle: zwei Geschosse, Erdgeschoss massiv, Obergeschoss Sichtfachwerk mit Lehmfachung, Giebel massives Bruchsteinmauerwerk, dreibogige Kumthalle mit zwei Sandsteinsäulen, Zwerchgiebel verschiefert, ehemals Schieferdach - Scheune: Erdgeschoss massiv, Obergeschoss Sichtfachwerk mit Lehmstaken, Satteldach mit Ziegeldeckung - östliches Seitengebäude: zweigeschossig, Erdgeschoss Bruchsteinmauerwerk verputzt, Obergeschoss außer Straßentraufseite massiv, eventuell Ziegelmauerwerk, verputzt, Satteldach, teilunterkellert, Haus weist auf der Straßentraufseite im Bereich des Sockels/Kellers zwei Bögen auf, deren Funktion möglicherweise das Ableiten von Regenwasser aus dem Hofbereich oder von Gülle aus den Stallungen gewesen sein könnte - Hofpflasterung (Streichung 2015): komplettes Kleinpflaster zum Zeitpunkt der Ersterfassung, Pflasterung nicht original erhalten | 08967607 |
| Direkt Bild zu diesem Denkmal hochladen | Häuslerhaus                                                                                                | Queckhain 4 (Karte) | 2. Hälfte 18. Jahrhundert                                                                               | Eines der ältesten erhaltenen Gebäude in den Leisniger Ortsteilen von großer hausgeschichtlicher Bedeutung. Zwei Geschosse, Putzfassade, Obergeschoss vermutlich mit Fachwerk, eventuell um 1700, Satteldach mit Ziegeldeckung, abgewandte Traufseite mit massiven Anbauten ohne Denkmalwert. | 08967606 |

## Tabellenlegende
- Bild: Bild des Kulturdenkmals, ggf. zusätzlich mit einem Link zu weiteren Fotos des Kulturdenkmals im Medienarchiv Wikimedia Commons. Wenn man auf das Kamerasymbol klickt, können Fotos zu Kulturdenkmalen aus dieser Liste hochgeladen werden:
- Bezeichnung: Denkmalgeschützte Objekte und ggf. Bauwerksname des Kulturdenkmals
- Lage: Straßenname und Hausnummer oder Flurstücknummer des Kulturdenkmals. Die Grundsortierung der Liste erfolgt nach dieser Adresse. Der Link (Karte) führt zu verschiedenen Kartendiensten mit der Position des Kulturdenkmals. Fehlt dieser Link, wurden die Koordinaten noch nicht eingetragen. Sind diese bekannt, können sie über ein Tool mit einer Kartenansicht einfach nachgetragen werden. In dieser Kartenansicht sind Kulturdenkmale ohne Koordinaten mit einem roten bzw. orangen Marker dargestellt und können durch Verschieben auf die richtige Position in der Karte mit Koordinaten versehen werden. Kulturdenkmale ohne Bild sind an einem blauen bzw. roten Marker erkennbar.
- Datierung: Baubeginn, Fertigstellung, Datum der Erstnennung oder grobe zeitliche Einordnung entsprechend des Eintrags in der sächsischen Denkmaldatenbank
- Beschreibung: Kurzcharakteristik des Kulturdenkmals entsprechend des Eintrags in der sächsischen Denkmaldatenbank, ggf. ergänzt durch die dort nur selten veröffentlichten Erfassungstexte oder zusätzliche Informationen
- ID: Vom Landesamt für Denkmalpflege Sachsen vergebene, das Kulturdenkmal eindeutig identifizierende Objekt-Nummer. Der Link führt zum PDF-Denkmaldokument des Landesamtes für Denkmalpflege Sachsen. Bei ehemaligen Kulturdenkmalen können die Objektnummern unbekannt sein und deshalb fehlen bzw. die Links von aus der Datenbank entfernten Objektnummern ins Leere führen. Ein ggf. vorhandenes Icon  führt zu den Angaben des Kulturdenkmals bei Wikidata.